# Călin Georgescu

Călin Georgescu (2025)

Călin Georgescu (* 26. März 1962 in Bukarest) ist ein rumänischer Politiker. Bei der  Präsidentschaftswahl 2024 erhielt er im ersten Wahlgang als parteiloser Kandidat eine relative Mehrheit der Stimmen. Wegen Unregelmäßigkeiten annullierte der Verfassungsgerichtshof Rumäniens im Dezember 2024 die Wahl und ordnete deren Wiederholung an, zu der er nicht zugelassen wurde. Politisch wird Georgescu als rechtsextrem und prorussisch eingeordnet.
Von 2010 bis 2012 war Georgescu UN-Sonderberichterstatter zu Auswirkungen von Umweltverschmutzung auf die Menschenrechte.

## Lebensweg

### Herkunft und Ausbildung
Georgescu wurde als Sohn des Agraringenieurs Scarlat Georgescu und dessen Ehefrau Aneta, geb. Popescu, einer Geodäsie-Ingenieurin, geboren. Er schloss sein Studium 1986 am Agrarinstitut „Nicolae Bălcescu“ (der heutigen Universität für Agrarwissenschaften und Veterinärmedizin) in Bukarest ab und promovierte dort 1999 in Pedologie. Weitere Erfahrungen sammelte er in den USA und im Vereinigten Königreich, wo er einen Kurs für „Umweltpolitik, Entwicklungsstrategien und Management für Nationalparks“ belegte. 2007 schloss er das Postgraduiertenprogramm „Nationale Sicherheit und Verteidigung – Geopolitik und Geostrategie“ der Nationalen Verteidigungsuniversität Carol I ab.

### Berufliche Karriere
Ab 1986 arbeitete Georgescu als Ingenieur in verschiedenen Einrichtungen des Nationalen Instituts für Forschung und Entwicklung (INCDIF – ISPIF). 1991 wurde er Leiter des Senatsbüros für Umwelt des rumänischen Parlaments. Ab 1992 arbeitete er als Berater des rumänischen Umweltministers Marcian Bleahu und von 1997 bis 1998 als Generalsekretär des Umweltministeriums und als Direktor der Abteilung für internationale Wirtschaftsorganisationen im rumänischen Außenministerium. Als Projektleiter koordinierte er zwischen 1996 und 2008 im Rahmen des Programms „Local Agenda 21“ unter der Schirmherrschaft des Entwicklungsprogramms der Vereinten Nationen im Auftrag der rumänischen Regierung zahlreiche lokale Projekte zur Unterstützung nachhaltigen Entwicklung in Rumänien. 1999 und 2008 koordinierte Georgescu im Namen der rumänischen Regierung die Entwicklung zweier aufeinanderfolgender Versionen der Nationalen Strategie für nachhaltige Entwicklung gemäß den Leitlinien der Europäischen Strategie für nachhaltige Entwicklung. 2000 bis 2011 war er Geschäftsführer der NGO Nationales Zentrum für nachhaltige Entwicklung (NCSD) in Bukarest, das seit 2009 Projekte der Europäischen Union und der rumänischen Regierung durchführt. Als Direktor der Abteilung für internationale wirtschaftliche Organisationen im Ministerium für Auswärtige Angelegenheiten koordinierte er von 2004 bis 2005 die Tätigkeit des Büros der OECD in Rumänien. Als Geschäftsführer der NGO Institutul de Proiecte pentru Inovație și Dezvoltare (IPID) koordinierte er von 2006 bis 2012 das Projekt Reprofessionalisieurng Rumäniens zur Entwicklung von Lösungen zur Nachhaltigen Entwicklung. Von 2010 bis 2012 war Georgescu Sonderberichterstatter zu Auswirkungen von Umweltverschmutzung auf die Menschenrechte beim UN-Hochkommissariat für Menschenrechte. Georgescu war von 2013 bis 2015 Präsident des Europäischen Unterstützungszentrums des Club of Rome in Winterthur. Von 2015 bis 2016 war er Exekutivdirektor des privaten United Nations Global Sustainable Index Institute in Genf und Vaduz. Seit 2021 ist er Dozent am Centrul Universitar Pitești der Polytechnischen Universität Bukarest. Im Herbst 2024 beantragte er unbezahlten Urlaub für seine Präsidentschaftskandidatur.

### Politische Karriere
1992 wurde Georgescu zum Präsidenten der Jugendorganisation der konservativ-grünen Partidul Ecologist Român (PER) gewählt. Er behielt dieses Amt bis 1996. Er wurde mehrmals für das Amt des rumänischen Ministerpräsidenten vorgeschlagen, zuletzt 2021 von der rechtspopulistischen AUR. Bei der Präsidentschaftswahl in Rumänien 2024 trat Georgescu als unabhängiger Kandidat an. Im ursprünglich ersten Wahlgang am 24. November 2024 erhielt er überraschend 22,9 Prozent der Stimmen und damit eine relative Mehrheit.
Am 6. Dezember 2024 annullierte der Verfassungsgerichtshof Rumäniens die Wahl wegen eines „aggressiven russischen hybriden Angriffs“, dem Georgescu seinen Sieg zu verdanken habe. Er berief sich dabei auf Angaben, die der rumänische Inlandsgeheimdienst nach der Wahl an den nationalen Verteidigungsrat Rumäniens weitergeleitet und die dieser öffentlich gemacht hatte. Unter anderem verwies er dabei auf eine Unterstützungskampagne für Georgescus Kandidatur unter dem Hashtag Gleichgewicht und Integrität auf Tiktok.
Aufgrund von Informationen der nationalen Steuerbehörde Rumäniens (ANAF) deckte das unabhängige rumänische Journalistenmagazin Snoop am 20. Dezember 2024 auf, dass die Partidul Național Liberal (PNL) die Tiktok-Kapagne beauftragt hatte. Wie der Bukarester Kommunikationsdienstleister Kensington Communication am 20. Dezember 2024 einräumte, hat sie die Kampagne im Auftrag der PNL durchgeführt. Die Ausführung wurde der im Influencer-Marketing aktiven rumänischen Agentur Fameup SC mit Firmensitz in New York als Subunternehmer übertragen. Die Kommentare, die dann unter den Influencer-Videos für Georgescu warben, wurden durch die Firma Social Freak LTD koordiniert. In einem Bericht an die EU-Kommission legte TikTok dar, dass an den falschen Kommentaren unter anderem von der Türkei aus Tausende falsche Konten, Millionen falsche Follower sowie ein bezahlter fake engagement vendor als Drittanbieter beteiligt waren. Nach Darstellung von Michael Martens von der Frankfurter Allgemeinen Zeitung vom 2. Mai 2025 müssen die erwiesenen Fakten mit der Vermutung überbrückt werden, dass die PNL durch Förderung eines Einzugs des bis dahin weitgehend unbekannten Georgescu in die Stichwahl ihrem eigenen Kandidaten dort bessere Chancen zu verschaffen versucht habe. Viel deute darauf hin, dass die PNL dann nach dem Scheitern Ciucăs im ersten Wahlgang zusammen mit ihrem Regierungskoalitionspartner, der Partidul Social Democrat (PSD), deren Kandidat Nicolae Ciucă im ersten Wahlgang ebenfalls gescheitert war, „ihren Einfluss bei der Mehrheit der Verfassungsrichter“ genutzt habe, um die Wahl annullieren zu lassen und Russland die Schuld zuzuschieben. Die PNL ließ später verlautbaren, ihre Wahlkampagne sei von Georgescu-Unterstützern „gekapert“ worden.
Am 16. Dezember 2024 beantragte Georgescu beim Europäischen Gerichtshof für Menschenrechte einstweilige Maßnahmen (interim measures) gegen die Annullierung seiner Wahl durch den rumänischen Verfassungsgerichtshof und berief sich auf das Recht auf ein faires Verfahren aus Art. 6 der EMRK, die Rechtsschutzgarantie in Art. 13 EMRK und das Recht auf freie Wahlen aus Art. 3 des ersten Zusatzprotokolls zur EMRK. Der Gerichtshof wies seinen Antrag am 21. Januar 2025 jedoch einstimmig zurück, da durch die Annullierung der Wahl und Anordnung ihrer Wiederholung kein irreparabler Schaden für die betroffenen Rechte zu befürchten sei.
Am 26. Februar 2025 wurde Georgescu von der rumänischen Polizei unter anderem wegen des Verdachts der Anstiftung zu Handlungen gegen die verfassungsmäßige Ordnung vorübergehend festgenommen. Nach einem mehrstündigen Verhör wurde er unter Auflagen wieder freigelassen.
Am 9. März 2025 erklärte die rumänische Wahlrechtskommission Georgescus Kandidatur zur Wiederholungswahl für ungültig, wogegen dieser Beschwerde einlegte. Der Verfassungsgerichtshof von Rumänien wies am 11. März 2025 die Beschwerde von Georgescu gegen seinen Ausschluss von der Präsidentschaftswahl einstimmig ab. Georgescus Kandidatur erfülle die Bedingungen der Rechtmäßigkeit nicht. Georgescu hatte keine weiteren Berufungsmöglichkeiten. Am 26. Mai 2025 gab Georgescu das Ende seiner „aktiven Einbindung“ in die Politik bekannt. Er ziehe es vor, nunmehr ein „passiver Beobachter des öffentlichen und sozialen Lebens“ zu sein. Einen Tag darauf lud ihn die Generalstaatsanwaltschaft erneut vor. Veranlasst wurde die Vorladung dadurch, dass er in einer Wahlkampfsendung den Führer der faschistischen Eisernen Garde, Corneliu Zelea Codreanu, zitiert hatte. Die Generalstaatsanwaltschaft ermittelt weiterhin wegen Anstiftung zu Verstößen gegen die verfassungsrechtliche Ordnung, Falschangaben bezüglich seiner Wahlkampffinanzierung und seiner Vermögensverhältnisse, der Gründung eines rechtsextremen Netzwerks und der Verherrlichung von Kriegsverbrechern sowie des faschistischen Gedankenguts gegen ihn.

## Politische Einordnung
Die deutsche Bundeszentrale für politische Bildung bezeichnet Georgescu als rechtsextrem und prorussisch. Laut Spiegel vertrat er im Wahlkampf antiwestliche Positionen und verehrte die rumänischen Faschisten von vor 1945. Laut Michael Martens habe Georgescu im Wahlkampf „groteske Verschwörungstheorien“ verbreitet. Laut BBC ähneln seine Gesundheitsvorstellungen denen des Impfgegners und US-amerikanischen Gesundheitsministers Robert F. Kennedy Jr. Laut Der Standard benutzte er Versatzstücke der neofaschistischen Bewegung und erklärte den Faschisten Corneliu Zelea Codreanu zu seinem Helden. Georgescu verneinte diesen Extremismusvorwurf.

## Privatleben
Georgescu ist verheiratet und hat drei Kinder. Er lebte jahrelang in Niederösterreich.

## Veröffentlichungen
- mit Mircea Malița u. a.: Romania 2020. Editura Conspress, Bukarest 1998, ISBN 978-973-96233-9-1 (Download bei CNDD).
- mit Mircea Malița, Cristian Hera, Vasile Ghețău: Back to Basics: Reshaping Professional Worth in Romania. IPID, Bukarest 2008, ISBN 978-973-0-05966-3.
- mit Mircea Malița (Redaktion): Reprofesionalizarea României, Raport al Institutului de Proiecte pentru Inovație și Dezvoltare (IPID). IPID, Bukarest 2008, ISBN 978-973-0-05490-3 (Download bei nets.cs.pub.ro).
- mit Ionel Haiduc u. a.: Șansa României – oamenii. Reprofesionalizarea României. Raport al Institutului de Proiecte pentru Inovație și Dezvoltare (IPID). IPID, Bukarest 2009, ISBN 978-973-0-06461-2 (Download bei )
- Trezirea la realitate. In: Sergiu Celac (Hrsg.): România post-criză. Reprofesionalizarea României III. Raport al Institutului de Proiecte pentru Inovație și Dezvoltare (IPID). Bukarest 2010, S. 5–16, ISBN 978-973-0-08645-4 (Download bei ziuaconstanta.ro).
- Report of the Special Rapporteur on the adverse effects of the movement and dumping of toxic and dangerous products and wastes on the enjoyment of human rights. United Nations Human Rights Council, A/HRC/18/31, A/HRC/18/31/Add.2, A/HRC/18/48, A/HRC/18/48/Add.1, A/HRC/18/39, Genf 2011–2013 (Downloads bei digitallibrary.un.org).
- Pentru un ideal comun. Editura Compania, Bukarest 2012, ISBN 978-973-1960-92-0.
- Cumpăna României. 2., überarb. Aufl., Christiana, Bukarest 2016, ISBN 978-973-1913-87-2.
- Luminita Chivu, Valeriu Ioan-Franc (Hrsg.): Constraints and Opportunities in Shaping the Future: New Approaches to Economics and Policy Making: ESPERA 2022. Bukarest, 24.–25. November 2022. Springer, Cham 2024, ISBN 978-3-03-1479-25-0.